# رون كارتر (لاعب هوكي جليد)
رون كارتر هو لاعب هوكي جليد كندي، ولد في 14 مارس 1958 في مونتريال في كندا.

## وصلات خارجية
- رون كارتر على موقع دوري الهوكي الوطني (الإنجليزية)
- رون كارتر على موقع قاعة مشاهير الهوكي (لاعب أن.إتش.أل) (الإنجليزية)
- رون كارتر على موقع EliteProspects.com (الإنجليزية)
- رون كارتر على موقع HockeyDB.com (الإنجليزية)
- رون كارتر على موقع Hockey-Reference.com (الإنجليزية)